# Allonautilus
Allonautilus és un gènere de mol·luscs cefalòpodes de la família Nautilidae que conté dues espècies de nàutils que difereixen significativament en aspectes de morfologia de les altres espècies que formen part del gènere germà Nautilus. Actualment es creu que Allonautilus és un descendent de Nautilus.

## Taxonomia
El gènere Allonautilus inclou dues espècies, una d'elles dubtosa:
- Allonautilus scrobiculatus (Lightfoot, 1786)
- Allonautilus perforatus (Conrad, 1847) (nomen dubium)

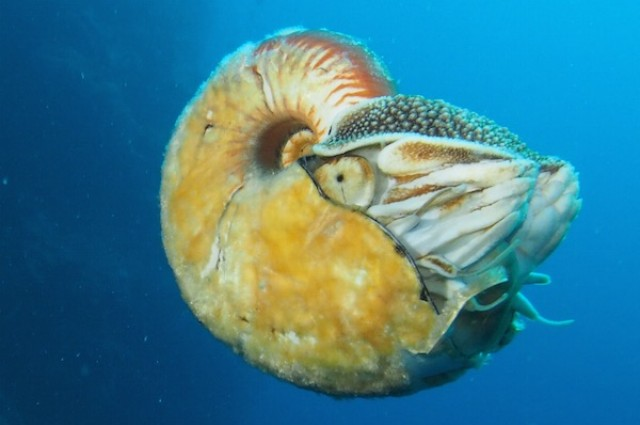
Allonautilus scrobiculatus
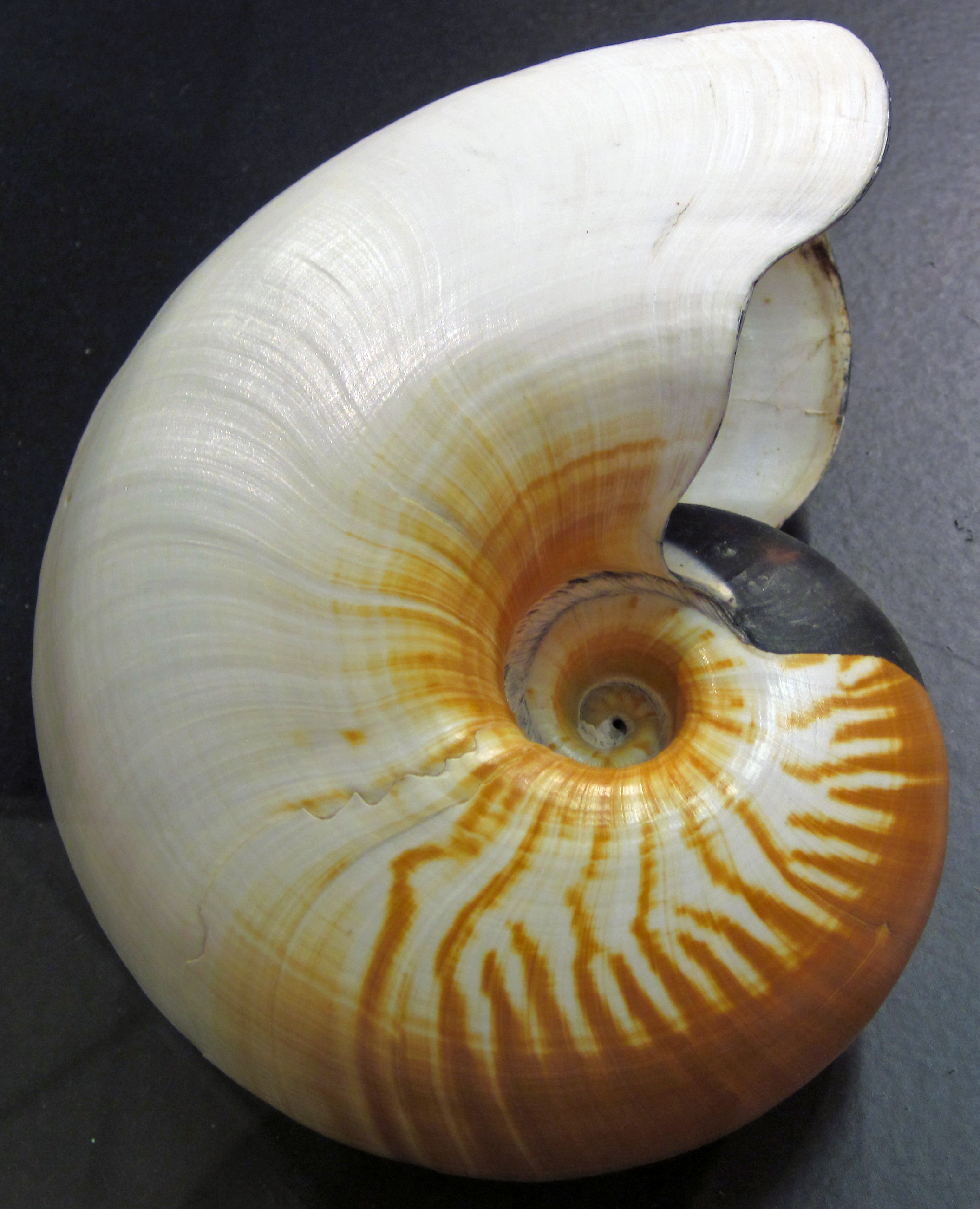
Allonautilus scrobiculatus
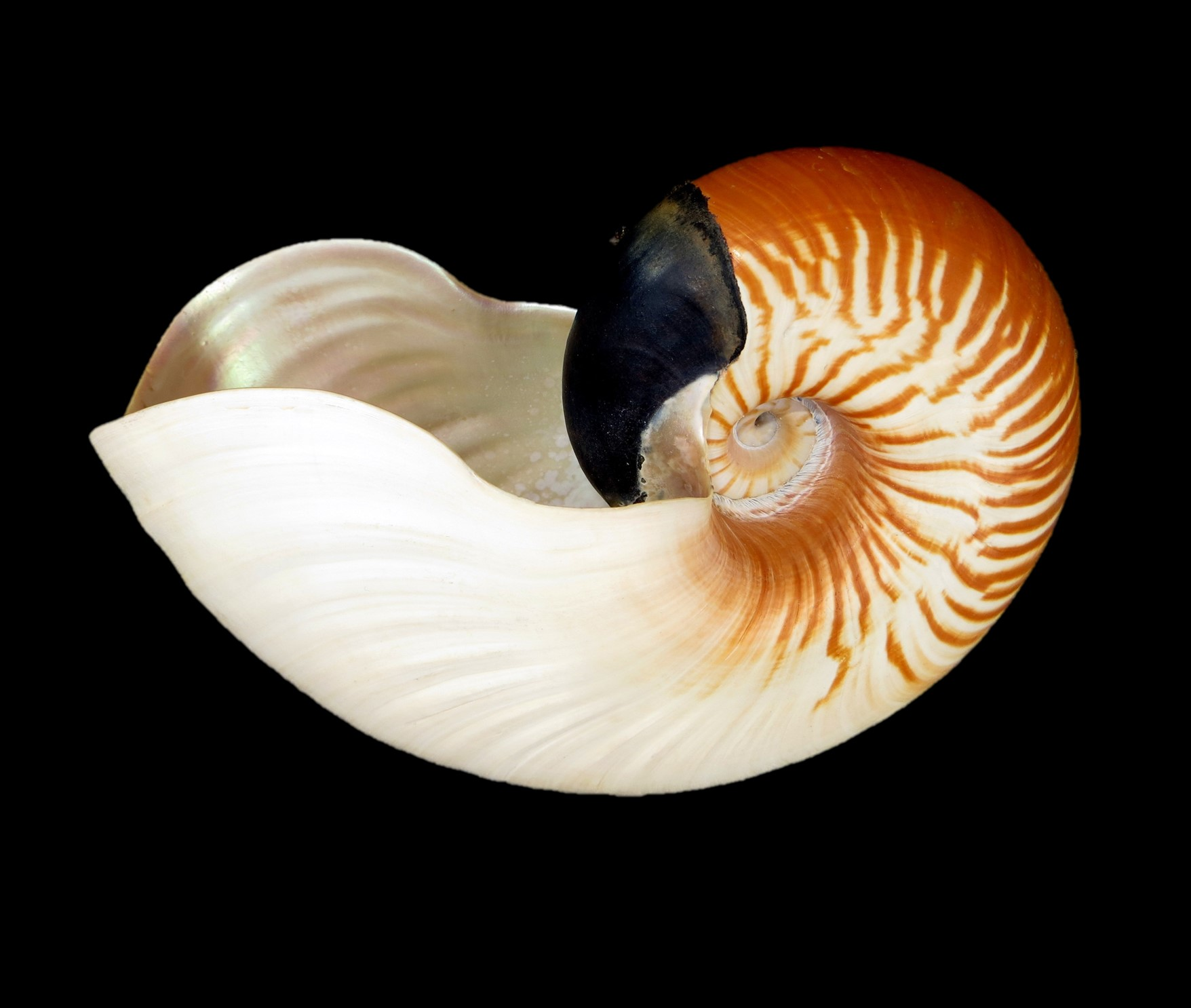
Allonautilus perforatus